# Gène PHA-4
Le gène PHA-4 est capable de relier restriction calorique et longévité. Il est présent chez certains animaux. C'est ce qu'ont démontré les chercheurs du Salk Institute de San Diego aux États-Unisen étudiant en laboratoire un minuscule ver, un nématode, Caenorhabditis elegans,.

## Sources externes
- Scientists Have Found the Gene That Decides How Long We Live
- https://www.ncbi.nlm.nih.gov/pmc/articles/PMC2292151/